# Ctenobelbidae
Ctenobelbidae é uma família de ácaros pertencentes à ordem Sarcoptiformes.
Género:
- Ctenobelba Balogh, 1943